# Bahnstrecke Pressath–Kirchenthumbach
| Brücke über die Haidenaab in Pressath |                               |                                |                                |
| Streckennummer (DB): | 5052                          |                                |                                |
| Kursbuchstrecke (DB): | 845 (1976), 421d (1946, 1944) |                                |                                |
| Streckenlänge: | 20,74 km                      |                                |                                |
| Spurweite: | 1435 mm (Normalspur)          |                                |                                |
| Streckenklasse: | C4 (Pressath–Grafenwöhr)      |                                |                                |
| Streckengeschwindigkeit: | 50 km/h                       |                                |                                |
| Zugbeeinflussung: | PZB (Pressath–Grafenwöhr)     |                                |                                |
| |                               |                                |                                |
| \| \| \| von Weiden (Oberpf) \| \| \| \| 0,000 \| Pressath \| 424 m \| \| \| \| Bahnhofstraße \| \| \| \| \| nach Bayreuth \| \| \| \| 0,748 \| Haidenaab (82 m) \| Haidenaab (82 m) \| \| \| 0,800 \| Pressath Stadt \| Pressath Stadt \| \| \| 5,208 \| Creußen (38 m) \| Creußen (38 m) \| \| \| 5,226 \| Grafenwöhr (ehem. Keilbahnhof) \| Grafenwöhr (ehem. Keilbahnhof) \| \| \| \| nach Grafenwöhr Lager \| \| \| \| 7,400 \| Gössenreuth \| Gössenreuth \| \| \| 8,600 \| Trag \| Trag \| \| \| 9,900 \| Thomasreuth \| Thomasreuth \| \| \| 11,300 \| Eschenbach (Oberpf) \| Eschenbach (Oberpf) \| \| \| 13,400 \| Stegenthumbach \| Stegenthumbach \| \| \| 17,700 \| Metzenhof \| Metzenhof \| \| \| 20,740 \| Kirchenthumbach \| Kirchenthumbach \| \| \| \| \| \| \| [1][2][3][4] \| \| \| \| |                               |                                |                                |
| Strecke |                               | von Weiden (Oberpf)            | von Weiden (Oberpf)            |
| Bahnhof | 0,000                         | Pressath                       | 424 m                          |
| Bahnübergang |                               | Bahnhofstraße                  | Bahnhofstraße                  |
| Abzweig geradeaus und nach rechts |                               | nach Bayreuth                  | nach Bayreuth                  |
| Brücke über Wasserlauf | 0,748                         | Haidenaab (82 m)               | Haidenaab (82 m)               |
| ehemaliger Haltepunkt / Haltestelle | 0,800                         | Pressath Stadt                 | Pressath Stadt                 |
| Brücke über Wasserlauf | 5,208                         | Creußen (38 m)                 | Creußen (38 m)                 |
| Blockstelle | 5,226                         | Grafenwöhr (ehem. Keilbahnhof) | Grafenwöhr (ehem. Keilbahnhof) |
| Abzweig ehemals geradeaus und nach links |                               | nach Grafenwöhr Lager          | nach Grafenwöhr Lager          |
| Haltepunkt / Haltestelle (Strecke außer Betrieb) | 7,400                         | Gössenreuth                    | Gössenreuth                    |
| Haltepunkt / Haltestelle (Strecke außer Betrieb) | 8,600                         | Trag                           | Trag                           |
| Haltepunkt / Haltestelle (Strecke außer Betrieb) | 9,900                         | Thomasreuth                    | Thomasreuth                    |
| Bahnhof (Strecke außer Betrieb) | 11,300                        | Eschenbach (Oberpf)            | Eschenbach (Oberpf)            |
| Bahnhof (Strecke außer Betrieb) | 13,400                        | Stegenthumbach                 | Stegenthumbach                 |
| Haltepunkt / Haltestelle (Strecke außer Betrieb) | 17,700                        | Metzenhof                      | Metzenhof                      |
| Kopfbahnhof Streckenende (Strecke außer Betrieb) | 20,740                        | Kirchenthumbach                | Kirchenthumbach                |
| |                               |                                |                                |
| [ 1 ] [ 2 ] [ 3 ] [ 4 ] |                               |                                |                                |

Die Bahnstrecke Pressath–Kirchenthumbach ist eine Nebenbahn in Bayern. Sie zweigt in Pressath von der Bahnstrecke Weiden–Bayreuth ab und führte über Grafenwöhr nach Kirchenthumbach. In Betrieb ist heute nur noch der Abschnitt von Pressath bis Grafenwöhr, wo die Zweigbahn nach Grafenwöhr Lager abzweigt. Beide Strecken dienen heute ausschließlich dem militärischen Transportbedarf des Truppenübungsplatzes Grafenwöhr.

## Geschichte

### Planung und Inbetriebnahme
Die Bayerischen Ostbahnen eröffneten 1863 die Bahnstrecken Regensburg–Weiden und Weiden–Bayreuth. Eine zuvor alternativ diskutierte Streckenführung über Grafenwöhr kam nicht zustande.
Im Juni 1900 wurde vom Königreich Bayern in einem Gesetz der Bau einer 20,74 km langen Lokalbahn von Pressath an der Strecke Weiden–Bayreuth über Grafenwöhr und Eschenbach nach Kirchenthumbach genehmigt. Da eine Verlagerung des Streckenverlaufs nach Süden und damit näher an Grafenwöhr heran die Strecke um 1,3 km verlängert und entsprechend verteuert hätte, wurde der Bahnhof Grafenwöhr 1,2 Kilometer vom Ortskern entfernt angelegt.
Die Königlich Bayerischen Staats-Eisenbahnen weihten den Abschnitt zwischen Pressath und Eschenbach am 19. Juli 1904 mit großen Feierlichkeiten ein  und nahmen am Folgetag der regulären Verkehr auf. Am 7. Dezember 1904 erfolgte die Eröffnung bis zum Endbahnhof Kirchenthumbach.

### Entwicklung bis zum Zweiten Weltkrieg
Der Bahnanschluss von Grafenwöhr war ein wichtiges Kriterium für die Ansiedlung des Truppenübungsplatzes Grafenwöhr. Dieser wurde durch die abzweigende Bahnstrecke Grafenwöhr–Grafenwöhr Lager an das Schienennetz angeschlossen, wodurch die Bedeutung des Abschnitts Pressath–Grafenwöhr zunahm.
Bis zu den 1930er Jahren wurden die Haltepunkte Pressath Stadt und Thomasreuth aufgelassen.

### Stilllegung und Abbau
Nach der Stilllegung der jeweiligen Abschnitte wurde die zwischen Eschenbach und Kirchenthumbach 1969 und zwischen Grafenwöhr und Eschenbach ab 1978 abgebaut.
Das Empfangsgebäude des Bahnhofs Grafenwöhr, das zuletzt baufällig war, wurde 1997 abgebrochen und danach auf der Fläche ein Fachmarktzentrum angelegt.

## Streckenbeschreibung

### Pressath–Grafenwöhr
Die Strecke beginnt in nordwestlichen Bahnhofskopf von Pressath, wo sie von der Bahnstrecke Weiden–Bayreuth abzweigt. Sie quert auf zwei größeren Brücken die Flüsse Haidenaab und Creußen.

### Grafenwöhr–Kirchenthumbach
Vom Bahnhof Grafenwöhr blieb nicht viel erhalten. Nach dem Dorf Gößenreuth folgte eine Haltestelle bei der Ortschaft Trag. Nach 2,8 Kilometern folgte der Bahnhof Eschenbach. Von diesem ist noch das Empfangsgebäude und eine angebaute Lagerhalle erhalten geblieben. Ebenfalls erhalten ist das ehemalige Bahnhofsrestaurant. Vom Verlauf der Eisenbahntrasse ist im darauffolgenden ehemaligen Bahnhof Stegenthumbach nichts mehr erkennbar, da der Ort bereits 1946 umgesiedelt und das Bahnhofsgelände mit der Fabrik der Firma KERAFOL überbaut wurde. Nach diesem Bahnhof verlief die Strecke nun meist parallel zum Thumbach nach einigen Weihern zum Haltepunkt Metzenhof kam. Dieser bestand lediglich aus einem Ausweichgleis und hatte kein Empfangsgebäude. Drei Kilometer weiter endete die Strecke am Bahnhof Kirchenthumbach, von dem heute nicht mehr viel zu erkennen ist.

## Verkehr

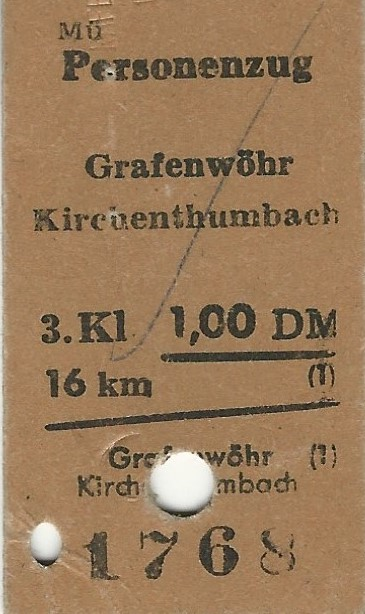
Fahrkarte 3. Klasse Grafenwöhr–Kirchenthumbach, zwischen 1948 und 1956

Im Personenverkehr setzten die Königlich Bayerischen Staatseisenbahnen 1914 täglich drei Personenzugpaare zwischen Pressath und Kirchenthumbach ein, die dafür rund 1:15 h je Richtung benötigten. Zusätzlich verkehrten bis zu fünf Zugpaare Pressath–Grafenwöhr, die Pressath Stadt nicht bedienten.
Im Sommerfahrplan 1939 verkehrten vier Zugpaare Pressath–Kirchenthumbach in rund 40 Minuten Fahrzeit je Zug und zwei Zugpaare Pressath–Grafenwöhr.
In der Nachkriegszeit nutzten viele „Fräuleins“ aus Nürnberg oder Frankfurt am Main die Strecke nach Grafenwöhr zur Anreise zur Militärprostitution. In den 1950er Jahren erlebte die Lokalbahn ihre Blütezeit. Täglich verkehrten fünf Zugpaare, davon einige von und bis Weiden. Im Winterfahrplan 1949/50 gab es erstmals zivilen Verkehr auf die Strecke nach Grafenwöhr Lager. Dies war ein Schnellzug für die US-Armee (DUS) mit dem Zusatz: „Nur für Zeitkarteninhaber“, das heißt er führte zusätzliche Wagen für deutsche Reisende mit. Im folgenden Sommerfahrplan 1950 verkehrten zwei Eilzugpaare von Nürnberg über Neukirchen und Weiden nach Grafenwöhr Lager. Von dort gab es Personenzüge nach Kirchenlaibach.
Bereits in den 1950er Jahren wurde der Personen- und Güterverkehr zunehmend auf die Straße verlagert. Dies führte zur Einstellung des Personenverkehrs zwischen Grafenwöhr und Kirchenthumbach am 1. Juli 1962. Auf der Reststrecke gab es nur noch wenige Züge. Bis 23. Mai 1966 fuhren Reisezüge noch in der Relation Pressath–Grafenwöhr Lager, danach endeten sie im Bahnhof Grafenwöhr. Der Abschnitt zwischen Eschenbach und Kirchenthumbach wurde ab dem 1. Juni 1969 nicht mehr im Güterverkehr bedient. Am 30. Mai 1976 wurde auch der Güterverkehr Grafenwöhr–Eschenbach und der verbliebene Reiseverkehr eingestellt. Am 28. Februar 1977 fuhr noch der letzte Güterzug nach Eschenbach.
Auf dem übrig gebliebenen Abschnitt Pressath–Grafenwöhr verblieb der zeitweilig starke Militärverkehr.

## Feldbahn Kirchenthumbach
| Streckenlänge: | 1.98 / 2.7 km       |                          |                          |
| Spurweite: | 600 mm (Schmalspur) |                          |                          |
| |                     |                          |                          |
| \| \| \| Bahnhof Kirchenthumbach \| \| \| \| \| Kalkwerk Kirchenthumbach \| \| \| \| \| \| \| \| \| \| Thumbach \| \| \| \| \| \| \| \| \| \| Kalkofen Mittelmühle \| \| \| \| \| \| \| \| \| \| Steinbruch Mittelmühle \| \| \| \| \| \| \| \| \| \| \| \| \| \| \| Brünnle Bach \| \| \| \| \| Steinbruch Ernstfeld \| \| |                     |                          |                          |
| |                     | Bahnhof Kirchenthumbach  |                          |
| Strecke (außer Betrieb) · Haltepunkt / Haltestelle Streckenanfang (Strecke außer Betrieb) |                     | Kalkwerk Kirchenthumbach | Kalkwerk Kirchenthumbach |
| Abzweig geradeaus und von links (Strecke außer Betrieb) · Strecke nach rechts (außer Betrieb) |                     |                          |                          |
| Brücke über Wasserlauf (Strecke außer Betrieb) |                     | Thumbach                 | Thumbach                 |
| Abzweig geradeaus und nach links (Strecke außer Betrieb) · Strecke von rechts (außer Betrieb) |                     |                          |                          |
| Haltepunkt / Haltestelle Streckenende (Strecke außer Betrieb) · Strecke (außer Betrieb) |                     | Kalkofen Mittelmühle     | Kalkofen Mittelmühle     |
| Strecke (außer Betrieb) |                     |                          |                          |
| Abzweig geradeaus und von links (Strecke außer Betrieb) · Strecke nach rechts (außer Betrieb) |                     | Steinbruch Mittelmühle   | Steinbruch Mittelmühle   |
| Bahnübergang (Strecke außer Betrieb) |                     |                          |                          |
| Abzweig geradeaus und nach links (Strecke außer Betrieb) · Strecke von rechts (außer Betrieb) |                     |                          |                          |
| Brücke über Wasserlauf (Strecke außer Betrieb) · Brücke über Wasserlauf (Strecke außer Betrieb) |                     | Brünnle Bach             | Brünnle Bach             |
| |                     | Steinbruch Ernstfeld     |                          |

Die Feldbahn bei Kirchenthumbach verband mit einer Spurweite von 600 mm das Kalkwerk mit dem Steinbruch. Sie hatte mit ihren Nebengleisen eine Länge von 2,7 Kilometern. Ihre Hauptstrecke von Kirchenthumbach zum Steinbruch bei Ernstfeld war 1,98 Kilometer lang. Diese gehörte der Firma Prüschenk, einem 1907 gegründeten Unternehmen in der Kalkindustrie.
- Im Jahr 1934 war die Strecke nur 400 Meter lang und verband das Kalkwerk mit dem Kalkofen bei deer Mittermühle
- Die Feldbahn wurde im Jahr 1957 erheblich bis zum neu angelegten Steinbruch Ernstfeld verlängert.
- Diese wurde im Jahr 1976 nach der Schließung des Kalkwerks abgebaut.[7]

Mit der Feldbahn wurde der Kalk aus dem Steinbruch (bei Ernstfeld) zu den Kalköfen gebracht (Mittelmühle). Von dort wurde er gebrannt mit der Feldbahn in die Kalkmühle (Kirchenthumbach) transportiert, wo er gemahlen wurden. Der gemahlene Kalk wurde in Säcke abgefüllt oder in Eisenbahnwaggons über die Bahnstrecke Pressath-Kirchenthumbach abtransportiert.